# Galahad Threepwood
Galahad Threepwood, detto "Gally", è un personaggio immaginario che appare in numerosi testi della cosiddetta "saga di Blandings" ideata dall'umorista inglese Pelham Grenville Wodehouse.

## Biografia
Galahad è figlio cadetto dell'ottavo conte di Emsworth. Come tutti i personaggi di Wodehouse, l'età di Galahad resta costante, fra i 50 e i 60 anni, dalla prima apparizione (Summer lightning del 1929), all'ultima, il romanzo incompiuto Sunset at Blandings del 1977. Galahad ha un fratello maggiore, Clarence, nono conte di Emsworth, e una decina di sorelle.  È il solo della famiglia a non essersi mai sposato. In realtà in gioventù, fra il 1896 e il 1898, Galahad si era innamorato di Dolly Henderson, cantante in un locale notturno, e avrebbe voluto sposarla. Tuttavia suo padre, l'autoritario ottavo conte di Emsworth, ritenendo che lo status sociale della soubrette non fosse adeguato a quello del figlio, si oppose al matrimonio e spedì Galahad in Sudafrica. Dopo di allora Galahad ha trascorso gran parte della sua vita a Londra, fra il "Drones Club" e il "Pelican Club".

## Caratteristiche
Gally viene rappresentato come un dandy, scapolo, con folti capelli grigi, elegante; di solito indossa un monocolo con una montatura nera collegata a un sottile nastro di colore nero. Ha un aspetto giovanile e gode di ottima salute, nonostante abitudini di vita poco salutari (dorme pochissimo, trascorre il tempo in locali notturni, beve alcolici). Ha viaggiato molto e conosciuto molte persone. Il progetto di Galahad di scrivere le proprie memorie provocò grande costernazione o interesse: in gioventù Galahad frequentò giovani scapestrati che sono poi diventati eminenti rappresentanti della classe dirigente inglese; in particolare i suoi ex compagni di bagordi giovanili, ormai diventati dei rispettabili signori, hanno il terrore che Galahad nel suo libro possa raccontare "l'episodio dei gamberoni", misterioso tormentone che aleggia minaccioso ma che non verrà mai rivelato. È apprezzato da Lord Emsworth, il quale chiede il suo aiuto quando qualcosa minaccia la sua tranquillità, è molto popolare fra la servitù del Castello di Blandings, è molto meno popolare presso le sue sorelle, che si trovano spesso in imbarazzo soprattutto quando Galahad ricorda le vicende giovanili dei loro ormai rispettabili amici. Spesso le sorelle pensano  di riuscire quasi a sopportarlo senza "quel dannato monocolo". Nel Pellicano di Blandings, l'ultimo romanzo avente per protagonista Gally pubblicato in vita da Wodehouse, Galahad Threepwood assume le caratteristiche di Lord Ickenham, peraltro suo buon amico dai tempi del "Pelican Club" .

## Opere
Galahad compare in sette romanzi e due racconti di Wodehouse:
romanzi
- Summer Lightning (1929), trad. Lampi d'estate[1].
- Heavy Weather (1933), trad. Aria di tempesta[3].
- Full Moon (1947), trad. Luna piena[6][7][8].
- Pigs Have Wings (1952), trad. I porci hanno le ali[9].
- The Brinkmanship of Galahad Threepwood (1964), trad. Genero al verde[10] o Un intrigo a Blandings[11].
- A Pelican at Blandings (1969), trad. Il pellicano di Blandings[4].
- Sunset at Blandings (1977, non finito)[2].

racconti
- "Sticky Wicket at Blandings", nella raccolta Plum Pie (1966).
- Lord Emsworth and others (1980), trad. Ondata di crimini a Blandings[12].

## Spettacoli
Nel 1995 la BBC produsse un adattamento di Heavy Weather; Galahad fu interpretato dall'attore Richard Briers.